# Riu Tees

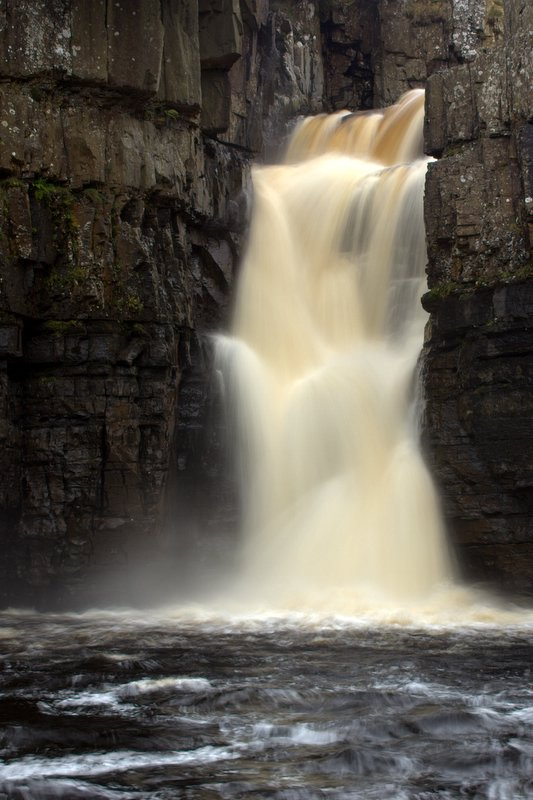
Riu Tees, High force

El Riu Tees, en anglès: River Tees és un riu del nord d'Anglaterra. Neix a 754 m d'altitud al vessant oriental de Cross Fell als North Pennines, i discorre cap a l'est durant 137 km fins a arribar a la Mar del Nord entre Hartlepool i Redcar prop de Middlesbrough.
La seva conca fa 1.834 km² i compta amb molts afluents incloent els rius Greta, Lune, Balder, Leven, i Skerne. Després de la reorganització dels comtats històrics d'Anglaterra, aquest forma la frontera entre County Durham i Yorkshire. En la seva part més baixa forma la frontera dels ceremonial counties de County Durham i North Yorkshire, mentre que en la seva part més alta fa la frontera entre els comtats històrics de Westmorland i Durham. El cap de la vall rep el nom de Teesdale.